# Bielefeld Bulldogs
Die Bielefeld Bulldogs (offiziell: 1. American Football Club Bielefeld Bulldogs e. V.) sind ein American-Football-Verein aus Bielefeld. Der Verein wurde am 17. Juni 1986 von 16 Männern als reiner American-Football-Verein gegründet. In späteren Jahren kamen noch die Abteilungen Cheerleading und Basketball hinzu. Die erste Footballmannschaft der Männer spielte in der Saison 2004 sowie von 2012 bis 2016 in der zweitklassigen German Football League 2 (GFL2). Heimspielstätte ist das Stadion Rußheide. Die Bielefeld Bulldogs haben über 500 Mitglieder.

## Geschichte
Die Footballmannschaft der Bulldogs spielten zunächst an der Radrennbahn Bielefeld. Im Jahre 2003 wurden die Bulldogs Meister der Regionalliga West. Da in der GFL2 Nord in der Saison nur fünf Mannschaften spielten durften die Bielefelder automatisch aufsteigen. Mit nur einem Sieg, einem 23:7 bei den Assindia Cardinals stiegen die Bulldogs als Tabellenletzter prompt wieder ab. Erst im Jahre 2012 gelang der Wiederaufstieg. Zunächst blieben die Bielefelder in der ganzen Regionalligasaison ungeschlagen. In der Aufstiegsrelegation schlugen die Bulldogs zunächst die Rostock Griffins mit 29:28 und dann die Lübeck Seals mit 32:0. 
Auch in der GFL2-Saison 2013 ging der sportliche Höhenflug der Bielefelder weiter. Mit 13 Siegen und nur einer Niederlage wurden die Bulldogs unter Head Coach Dale Hefron vorzeitig Meister der GFL2 Nord und trafen in der Relegation zur German Football League auf die Cologne Falcons. Das Hinspiel in Köln gewannen die Falcons mit 42:30. Das Rückspiel verlief dramatisch. Vor 3.000 Zuschauern führten die Bulldogs 39 Sekunden vor Schluss mit 17:3 Punkten und wären damit aufgestiegen. Doch dann gelang den Kölnern ein Field Goal, so dass den Bielefeldern nur ein Punkt zum Aufstieg fehlte.
In den folgenden Jahren fiel die erfolgreiche Mannschaft auseinander, so dass die Bielefelder in der Saison 2015 als Vorletzter sportlich abgestiegen war. Da der Meister Hildesheim Invaders in die GFL aufstieg und von dort keine Mannschaft abstieg, wurde in der zweithöchsten Spielklasse ein Platz frei. Für diesen hatten sich neben den Bielefeldern auch die Rostock Griffins beworben. Die Bulldogs bekamen den Zuschlag, da sie laut des American Football Verband Deutschland über eine wettbewerbsfähige Mannschaft verfügt. Doch schon in der folgenden Saison 2016 stiegen die Bielefelder als Vorletzter in die Regionalliga ab.
Im Sommer 2023 gelang der Mannschaft wieder der Aufstieg in die GFL 2.

## Stadion
Heimspielstätte der Bielefeld Bulldogs ist das Stadion Rußheide an der Mühlenstraße mit einer Kapazität von 12.000 Plätzen. Die Bulldogs teilen sich das Stadion mit den Fußballmannschaften Arminia Bielefeld II und VfB Fichte Bielefeld. Mit einer durchschnittlichen Zuschauerzahl von knapp 1.000 sind die Bielefeld Bulldogs die Nummer zwei in Bielefeld hinter Arminia Bielefeld.

## Weitere Mannschaften und Abteilungen

### 2. Herrenmannschaft
Ab der Saison 2013 traten die Bulldogs mit einer 2. Mannschaft an und kamen insgesamt auf etwa 90 aktive Herrenspieler. Nachdem diese Zahl zurückging, musste die 2. Mannschaft im Jahre 2016 eingestellt werden.

### Frauenfootball
Die Frauenmannschaft wurde im Jahre 2012 gegründet. Ab 2014 trat sie dann in der 2. Bundesliga an. Nach einem freiwilligen Abstieg 2019 wurde sie Meister in der Regionalliga. Nach einer Coronabedingten Unterbrechung treten sie 2023 wieder in der Regionalliga an.

### Jugendfootball
Die Jugendmannschaft (U19) der Bielefeld Bulldogs ist seit 2007 von der Aufbauliga in die Jugend-Regionalliga NRW aufgestiegen. Sie hat zuvor zwei Jahre lang ungeschlagen in der Aufbauliga gespielt. Im Jahr 2019 konnte sie die Meisterschaft in der Regionalliga gewinnen. Nach einer Coronabedingten Unterbrechung trat sie 2022 wieder in der Verbandsliga an und konnte dort die Meisterschaft sichern. Im Jahre 2023 tritt sie erneut in der 9er Tackle Verbandsliga an. Die U16-Mannschaft wurde im Jahre 2016 und 2017 Meister der Oberliga NRW. Die U13 nimmt seit 2018 am Spielbetrieb im 5er Tackle teil. Seit der Saison 2023 ist nicht nur die U13, sondern auch die U16 eine gemischtgeschlechtliche Mannschaft und damit der direkte Unterbau der Frauenmannschaft. Alle Jugendmannschaften tragen ihre Heimspiele in der Radrennbahn Bielefeld oder auf dem dazugehörigen Außengelände aus. Das Training findet ebenfalls auf dem Außengelände der Radrennbahn statt.

### Flagfootball
Seit 2018 nimmt die Ü16-Flagfootball-Mannschaft der Bulldogs am Spielbetrieb der NRW 5er Flagliga teil. Sie ist gemischtgeschlechtlich. 

### Cheerleading
Die Bielefeld Wildcats konnten bereits mehrere Landesmeisterschaften gewinnen. Im Nachwuchsbereich gibt es die Gruppen Juniors (U17) und Peewees (U12). 

### Basketball
Die Basketballmannschaft der Bielefeld Bulldogs tritt in der Bezirksliga an. Heimspielstätte ist die Sporthalle der Gesamtschule Brackwede im Stadtteil Quelle.

## Persönlichkeiten
- Matthias Stockamp